# Inversor compresor
Un inversor compresor, es un compresor de corriente alterna (AC), que por medio de un sistema electrónico, regula la velocidad de giro del mismo.
Es del tipo hermético, con movimiento alternativo o espiral. Este tipo de compresor utiliza un inversor con el fin de controlar la velocidad de giro y así modular la capacidad de refrigeración en función de las necesidades del momento.

## Necesidades del mercado de la capacidad variable

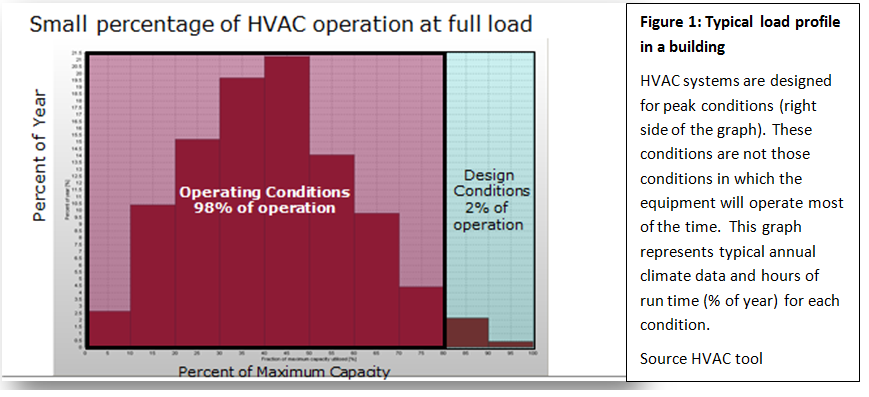
Perfil de carga típico en un edificio

Muchos sistemas de refrigeración y aire acondicionado requieren mejores procesos de funcionamiento, eficaces, compactos, medioambientales amistosos, fáciles de instalar y mantener. Además, los requisitos de enfriamiento varían en un amplio rango durante el día y en el año debido a condiciones ambientales, de trabajo, uso, etc. 
- En enfriamiento de confort,  también puede existir la necesidad de una temperatura estable y cuidadosa y control de la humedad en áreas como hospitales, tecnología informática, telecomunicaciones y refrigeración de procesos. En aplicaciones como escuelas, restaurantes y edificios de oficina,  es importante que el sistema de enfriamiento sea capaz de adaptarse a grandes cambios de carga durante el día.
- En aplicaciones de proceso como fermentación y procesos industriales, se requieren un ajuste de temperatura preciso para asegurar la calidad de la producción.

## Principio de funcionamiento
El inversor controla la velocidad de giro del compresor. A diferencia de los antiguos que van a velocidad fija, está diseñado para funcionar a diferentes velocidades y así modular la capacidad de enfriamiento. A su vez, cuenta con un sistema de lubricación especial que gestiona adecuadamente el aceite con el fin de aumentar la vida útil del compresor sin perder rendimiento.

## Aplicaciones
- Azotea: Es el tipo de unidad más común. El aumento del costo de la energía significa que los fabricantes de aire acondicionado deben desarrollar una nueva generación de productos económicos para edificios comerciales, que cumplan con el estándar de una eficiencia de la carga parcial de 18 IEER. El objetivo es reducir el uso de energía un 30% sobre el equipamiento actual. La tecnología Inverter ayuda a construir unidades que satisfagan esta demanda.
- Unidades de control: Se utilizan en la refrigeración de los equipos informáticos y electrónicos utilizados en centros de datos, las telecomunicaciones y en las industrias manufactureras. El mantenimiento de una temperatura y humedad estable, el tamaño de los equipos y la eficiencia general son desafíos claves en estas aplicaciones para garantizar la seguridad y disponibilidad de los datos. Aquí es donde la tecnología "inverter" marca la diferencia.
- Enfriamiento de proceso: En muchas industrias la maquinaria y los procesos generan una gran cantidad de calor que requiere enfriamiento, para proteger el equipo y / o para asegurar que el producto fabricado es de la calidad requerida.